# كريستين أبي نجم
كريستين معلوف أبي نجم أو كريستين أبي نجم (بالإنجليزية: Christine Maalouf Abi Najm) (27 يوليو 1982) هي مغنية وشاعرة وصحفية لبنانية أمريكية ولدت في لبنان وهاجرت للولايات المتحدة الأمريكية عام 2006.

## حياتها
وُلدت كريستين أبي نجم في العام 1982 في لبنان ودرست فيه حتّى التخرج من جامعة سيدة اللويزة حيث حصلت على إجازة في الإعلام والتسويق وماجستير في الصحافة من نفس الجامعة، وفي عام 2005 انتخُبت ملكة جمال للجامعة، بعدها هاجرت للولايات المتحدة الأمريكية عام 2006. نشرت كتابها الأول بعنوان أراجيح في لبنان عام 2013 (بالإنجليزية: Swings) وهو عبارة عن مجموعة من القصائد النثرية يصف حياة الفتاة «نور» في زمن الحرب.

## أعمالها

### كتب
| اسم الكتاب                                    | سنة الإصدار | ISBN              | اللغة      | المراجع        |
| --------------------------------------------- | ----------- | ----------------- | ---------- | -------------- |
| أراجيح                                        | 2013        |                   | العربية    | [ 3 ]          |
| وجع الشفاء (بالإنجليزية: The Ache of Healing) | 2019        | (ردمك 1543982662) | الإنكليزية | [ en 3 ] [ 4 ] |

### أغاني
| اسم الأغنية                                                | سنة الإصدار | اللغة      | المراجع  |
| ---------------------------------------------------------- | ----------- | ---------- | -------- |
| لو جرحتك                                                   | 2021        | العربية    | [ 5 ]    |
| تأثير (بالإنجليزية: Affection)                             |             | الإنكليزية | [ en 4 ] |
| روبن هود (بالإنجليزية: Robin Hood)                         | 2015        | الإنكليزية | [ en 5 ] |
| قلبي الجاهل (بالإنجليزية: My Ignorant Heart)               | 2016        | الإنكليزية | [ en 4 ] |
| إنه رجل نبيل (بالإنجليزية: He's a gentleman)               | 2016        | الإنكليزية | [ en 4 ] |
| الكثير من المرات الأولى (بالإنجليزية: Lots of first times) | 2016        | الإنكليزية | [ en 4 ] |
| رصاصة في بندقيتك (بالإنجليزية: Bullet in your gun)         | 2018        | الإنكليزية | [ en 6 ] |
| أنا أحب هذا الحب (بالإنجليزية: I love this love)           | 2018        | الإنكليزية | [ en 7 ] |
| روح جميلة (بالإنجليزية: Pretty soul)                       | 2018        | الإنكليزية | [ en 4 ] |
| أعز الكلمات (بالإنجليزية: Dearest words)                   |             | الإنكليزية | [ en 4 ] |
| لغة الحب (بالإنجليزية: the language of love)               |             | الإنكليزية | [ en 4 ] |

## جوائز
- أفضل أغنية بوب في أمريكا عام 2016 عن أغنية الكثير من المرات الأولى (بالإنجليزية: Lots Of First Times)[6][en 8]
- ملكة جمال آدامز مورغن 2018 (بالإنجليزية: Mrs. Adams Morgan DC America 2018) في واشنطن[7][en 9][en 10]

### باللغة العربية
1. ↑  "كريستين معلوف أبي نجم اسم بارز في مجال الكتابة والغناء". خبر عاجل ... 1 أغسطس 2021. مؤرشف من الأصل في 2021-08-02. اطلع عليه بتاريخ 2021-09-27.
2. ↑  "Nwf.com: أراجيح: كريستين معلوف أ: كتب". www.neelwafurat.com. مؤرشف من الأصل في 2014-04-24. اطلع عليه بتاريخ 2021-09-28.
3. ↑  نور، مكتبة. "تحميل كتب كريستين معلوف أبي نجم pdf". www.noor-book.com. مؤرشف من الأصل في 2021-09-28. اطلع عليه بتاريخ 2021-09-28.
4. ↑  lipsmackingdesign.com. "كريستين معلوف ابي نجم تطمح ان تكون على لائحة امازون لأفضل مئة كتاب". Al Mohajer. مؤرشف من الأصل في 2021-09-28. اطلع عليه بتاريخ 2021-09-28.
5. ↑  "كريستين أبي نجم.. "لَو جرحتك"". جارودي ميديا. 29 يوليو 2021. مؤرشف من الأصل في 2021-07-29. اطلع عليه بتاريخ 2021-09-28.
6. ↑  "اللبنانية كريستين أبي نجم تفوز بأفضل أغنية بوب في أميركا". annahar.com (بالإنجليزية). Archived from the original on 2021-09-28. Retrieved 2021-09-28.
7. ↑  lipsmackingdesign.com. "كريستين أبي نجم ملكة جمال آدامز مورغن ٢٠١٨ وداعمة لبرامج مساعدة الأطفال". Al Mohajer. مؤرشف من الأصل في 2021-09-28. اطلع عليه بتاريخ 2021-09-28.

### بلغات أجنبية
1. ↑  "Christine Maalouf Abi Najm". www.amazon.com (بالإنجليزية الأمريكية). Archived from the original on 2021-09-27. Retrieved 2021-09-27.
2. 1 2  Christine Maalouf Abi Najm – Audio Books, Best Sellers, Author Bio | Audible.com (بالإنجليزية). Archived from the original on 2021-09-27.
3. ↑  ThriftBooks. "The ache of healing!: 105 sonnets of... book by Christine Maalouf Abi Najm". ThriftBooks (بالإنجليزية). Archived from the original on 2021-09-28. Retrieved 2021-09-28.
4. 1 2 3 4 5 6 7  "Shazam". Shazam. مؤرشف من الأصل في 2021-09-28. اطلع عليه بتاريخ 2021-09-28.
5. ↑  Robin Hood، 10 يونيو 2017، مؤرشف من الأصل في 2021-09-28، اطلع عليه بتاريخ 2021-09-28
6. ↑  Bullet in Your Gun، 1 يناير 2018، مؤرشف من الأصل في 2021-09-28، اطلع عليه بتاريخ 2021-09-28
7. ↑  I Love This Love، 1 يناير 2018، مؤرشف من الأصل في 2021-09-28، اطلع عليه بتاريخ 2021-09-28
8. ↑  "Christine Maalouf, une Libanaise finaliste d'un concours d'auteur-compositeur aux États-Unis". L'Orient-Le Jour. 29 فبراير 2016. مؤرشف من الأصل في 2017-07-05. اطلع عليه بتاريخ 2021-09-28.
9. ↑  "Vote for Christine Abi Najm- Mrs. Adams Morgan DC America 2018 in the Mrs. DC America Fabulous Face Contest 2018". GoGo Photo Contest (بالإنجليزية). Archived from the original on 2021-09-28. Retrieved 2021-09-28.
10. ↑  LLC، An Officer and Gentlewoman. "Grab the Crown! Mrs. DC America Announces 2018 Contestants. Winner Heads to Mrs. America". PRLog. مؤرشف من الأصل في 2021-09-28. اطلع عليه بتاريخ 2021-09-28.